# Stefano Checchin
Stefano Checchin (Camposampiero, 14 gennaio 1967) è un ex ciclista su strada italiano, professionista dal 1993 al 1998.

## Carriera
Discreto dilettante, gareggiò fra i professionisti dal 1993 al 1998. Corse con il ruolo di gregario in due importanti squadre degli anni novanta, la Carrera di Claudio Chiappucci e Fabio Roscioli, che annoverava fra le sue file anche un giovane Marco Pantani, e poi la Mercatone Uno, in cui confluirono molti ciclisti della Carrera dopo la sua chiusura avvenuta nel 1996.
Prese parte a tre edizioni del Giro d'Italia, nel 1994, 1995 e nel 1996 ed a tre Milano-Sanremo. Fra i suoi piazzamenti vanno ricordati il terzo posto alla Japan Cup 1994 vinta dal compagno di squadra Chiappucci, al Trofeo Melinda 1997 ed al Giro di Romagna 1998, entrambi vinti da Michele Bartoli. Il suo miglior risultato nella classifica generale di una corsa a tappe fu il decimo posto al Tour de Suisse 1996.

## Palmarès
- 1988 (dilettanti)

Gran Premio Industria e Commercio di San Vendemiano
- 1990 (dilettanti)

La Popolarissima
Trofeo Minardi
- 1992 (dilettanti)

Astico-Brenta
- 1993 (dilettanti)

Trofeo Gianfranco Bianchin
Giro del Casentino
Giro del Piave

### Altri successi
- 1992 (dilettanti)

Prologo Giro della Valle d'Aosta (Nus > Nus, cronosquadre)

## Piazzamenti

### Grandi Giri
- Giro d'Italia

1994: 76º
1995: non partito (13ª tappa)
1996: 41º

### Classiche monumento
- Milano-Sanremo

1994: 130º
1995: 39º
1996: 107º
- Parigi-Roubaix

1998: ritirato
- Liegi-Bastogne-Liegi

1998: ritirato
- Giro di Lombardia

1997: ritirato
1998: ritirato